# Xã Shrewsbury, Quận Lycoming, Pennsylvania
Xã Shrewsbury (tiếng Anh: Shrewsbury Township) là một xã thuộc quận Lycoming, tiểu bang Pennsylvania, Hoa Kỳ. Năm 2010, dân số của xã này là 409 người.